# 2-HMP-Verfahren
Das 2-HMP-Verfahren ist ein chemisches Messverfahren zur Bestimmung von niederen Aldehyden. Das diskontinuierliche Verfahren wird insbesondere zur Emissionsmessung von Acrolein eingesetzt.

## Aufbau, Verfahren und Einsatz
Für die Bestimmung von niederen Aldehyden wird ein Teilstrom des beladenen Abgases durch ein Probenahmerohr, das mit einem Sorbens belegt ist, geleitet. Das Sorbens ist ein Trägermaterial, das mit 2-Hydroxymethylpiperidin (2-HMP) beschichtet ist. Das 2-HMP reagiert mit den im Abgas enthaltenen Aldehyden zu Oxazolidinen, die im Anschluss mit Toluol extrahiert werden. Nach der Extraktion wird die Extraktionslösung gaschromatographisch analysiert, sodass die Einzelkomponenten quantifiziert werden können.
Das Verfahren findet unter anderem in der keramischen Industrie, bei Holzfeuerungsanlagen und bei Räucheranlagen Anwendung.